# Michael Francis Fallon
Michael Francis Fallon OMI (* 17. Mai 1867 in Kingston, Ontario; † 22. Februar 1931 in London, Ontario) war ein kanadischer römisch-katholischer Geistlicher und Bischof von London (Ontario).

## Leben
Michael Fallon war der älteste der sieben Söhne der irischen Einwanderer Dominic Fallon und Bridget Egan. Er besuchte die Schule der christlichen Schulbrüder in Kingston, dann bis 1883 das Kingston Collegiate Institute. Nach dem Studienabschluss als Bachelor of Arts cum laude an der Universität Ottawa 1889 trat er zum Studium der Philosophie in das Priesterseminar Ottawa und 1892 in das Noviziat der Oblaten der Makellosen Jungfrau Maria ein, das er zunächst in Aachen, dann in Rom absolvierte. Dort studierte er Theologie an der Päpstlichen Universität Gregoriana, wurde zum Doktor der Theologie promoviert und empfing am 29. Juli 1894 in Rom die Priesterweihe.
Nach Kanada zurückgekehrt, lehrte er an der Universität Ottawa Englische Literatur und wurde 1896, 29 Jahre alt, deren Vizerektor. Daneben trainierte er das sehr erfolgreiche (d. h. während seiner Zeit ungeschlagene) Rugby-Team der Universität. 1898 übernahm er die Pfarrei St. Joseph in der Nähe des Universitätsgebäudes. 1901 zum Pfarrer der Holy Angels Church in Buffalo, New York, ernannt, verließ er Ottawa und wurde 1904 der erste Provinzial der neugeschaffenen amerikanischen Provinz seines Ordens.
Am 18. Dezember 1909 wurde er zum Bischof von London (Ontario) berufen. Die Bischofsweihe spendete ihm am 25. April 1910 sein Amtsvorgänger Fergus Patrick McEvay, inzwischen Erzbischof von Toronto, in der St.-Peter-Kathedrale in London; Mitkonsekratoren waren David Joseph Scollard, Bischof von Sault Sainte Marie, und William Andrew Macdonell, Bischof von Alexandria in Ontario.
Bischof Fallon, obwohl Kanadier irischer Abstammung, war ein energischer Befürworter des britischen Empire. 1910 sagte er einen in wenigen Jahren bevorstehenden Krieg mit Deutschland oder Japan voraus und erregte damit einiges Aufsehen. Zur gleichen Zeit begann er eine erfolgreiche Kampagne zur Abschaffung des aus der Zeit der Glorious Revolution stammenden und katholikenfeindlichen Eides gegen die Transsubstantiation als Teil des Amtseides der britischen Könige, der seit der Krönung König Georgs V. im Juni 1911 nicht mehr geleistet wird. Im kanadischen Schulstreit um die bilingualen Schulen war Fallon einer der führenden Befürworter des Reglements 17 zur Abschaffung des Französischen als Unterrichtssprache, sprach sich aber auch für die Beibehaltung in rein französischsprachigen Gebieten aus.
Michael Fallon starb nach 21 Jahren im Bischofsamt. Das Requiem in der Kathedrale hielt der apostolische Delegat in Kanada, Erzbischof Andrea Cassulo. Beigesetzt wurde er in der Krypta des St. Peter Seminary in London, Ontario.